# 格拉尼索
格拉尼斯尔（英文：Granisle）是加拿大不列颠哥伦比亚省的一个村庄，位于该省中部巴宾湖畔。该地总面积40.21 km2 (15.5 sq mi)，总人口364 (2006)。

## 历史
1960年代末1970年代初，在附近铜矿工作的工人在巴宾湖湖畔安家。1971年，该地建置为村。当地人口一度达到3000人。1992年铜矿关闭后，该地人口迅速下降，现代该地以旅游业为主。